# Jacob Gretser
Jacob Gretser (Markdorf, 27 marzo 1562 – Ingolstadt, 28 gennaio 1625) è stato un drammaturgo, teologo e storico tedesco.

## Biografia
Nacque a Markdorf, nella diocesi di Costanza ed entrò a far parte della Compagnia di Gesù dal 1578 dopo aver effettuato il seminario a Innsbruck. Visse prevalentemente a Ingolstadt, dove insegnò per tre anni filosofia, per quattordici anni teologia dogmatica e per sette anni teologia morale, e per qualche tempo a Friburgo, in Svizzera, dove insegnò lettere.
Come religioso scrisse numerosi lavori teologetici-apologetici, a sostegno della Chiesa cattolica e del Bellarmino ai tempi della Controriforma. Fu coinvolto pienamente nelle più importanti controversie religiose e politiche del suo tempo, dimostrandosi un grande estimatore del papa Clemente VIII e dell'imperatore Ferdinando II.
I suoi scritti religiosi più significativi risultarono la Controversiarum Roberti Bellarmini S. R. E. cardinalis amplissima defensio (1606) e il De cruce Christi (1598), nel quale polemizzò con i Protestanti ed il loro rifiuto del culto della Croce.
Molti dei più importanti e potenti uomini, a lui contemporanei, lo consultavano prima di assumere decisioni e tenevano con lui assidui carteggi.

## Pubblicazioni
Gretser ha composto più di cento opere latine in vari campi, in particolare nella filologia e nella storia della Chiesa. Ha tradotto e curato la pubblicazione di autori greci, ha pubblicato una grammatica greca, ha scritto ventitré opere teatrali latine e dato un contributo significativo alla letteratura della Controriforma. Nel 1596 pubblicò con il confratello Fronton du Duc la prima edizione greca con traduzione latina e note critiche delle opere di Gregorio di Nissa.
Gretser si distinse soprattutto per essere risultato uno dei primi drammaturghi del teatro gesuitico, ambito nel quale realizzò testi in latino, nel periodo in cui si trovava nel collegio dei Gesuiti a Friburgo.
Tra i suoi lavori più significativi si possono citare la Timon Comoedia (1584), incentrata sul personaggio che ispirò successivamente Shakespeare, la Comoedia de caeco illuminato, la Comoedia de Nicolao Myrensi episcopo, che descrive usi e costumi svizzeri, e quello che viene ritenuto il suo capolavoro, il Dialogus de Udone archiepiscopo, basato sulla tematica dell'anima condannata alla dannazione eterna a causa di un eccesso di ambizione, affrontata con una rigorosità pienamente barocca.

## Opere (selezione)
- (LA) Jacob Gretser, Timon Comoedia. Imitata ex Dialogo Luciani qui Timon inscribitur, 1584.
- (LA) Jacob Gretser, Dialogus de Udone archiepiscopo Magdeburgensi, 1587.

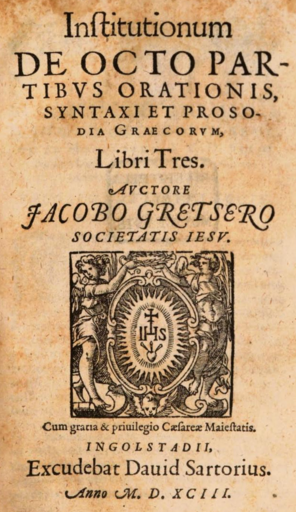
Frontespizio delle Institutiones linguae graecae
di Jacob Gretser, 1593

- (LA) Jacob Gretser, Institutiones linguae graecae: libri III, Ingolstadii, Excudebat David Sartorius, 1593.
- (LA) Jacob Gretser, De cruce Christi, vol. 1, Ingolstadii, ex typographia Adami Sartorii, 1598.
- (LA) Jacob Gretser, De cruce Christi, vol. 2, Ingolstadii, ex typographia Adami Sartorii, 1600.
- (LA) Jacob Gretser, De cruce Christi, vol. 3, Ingolstadii, ex typographia Adami Sartorii, 1605.
- (LA) Jacob Gretser, Controversiarum Roberti Bellarmini S. R. E. cardinalis amplissima defensio, vol. 1, Ingolstadii, ex typographio Adami Sartorii, 1607.
- (LA) Jacob Gretser, Controversiarum Roberti Bellarmini S. R. E. cardinalis amplissima defensio, vol. 2, Ingolstadii, ex typographio Adami Sartorii, 1609.
- (LA) Erasmo da Rotterdam e Georg Witzel, Desid. Erasmi Roterodami, De Novo Evangelio, Novisqve Evangelistis Iudicium: Nunc primum in lucem editum. Studio Jacobi Gretseri, societatis Iesu. Accessit Aliud Similis Argumenti, ex Libro Georgii Wicelii, qui Retectio Lutherismi inscribitur, a cura di Jacob Gretser, Ingolstadii, Ex Typographia Adami Sartorii, 1611.
- (LA) Jacob Gretser, Athleticae spiritualis gemina legitima et illegitima: libri duo, Ingolstadii, Excudebat Andreas Angermarius, 1612.
- (LA) Jacob Gretser, Arnaldi Brixiensis, in Melchiore Goldasto Calvinista redivivi, vera descriptio, Ingolstadii, Ex Typographeo Andreae Angermarii, 1613.
- (LA) Adamnano di Iona e Beda il Venerabile, Adamanni Scotohiberni Abbatis celeberrimi, de Situ Terrae Sanctae, Et quorundam aliorum locorum, ut Alexandriae, et Constantinopoleos: Libri tres : Ante annos nongentos & amplius conscripti, et nunc primum in lucem prolati, studio Jacobi Gretseri Societatis Jesu Theologi. Accessit eorundem librorum Breviarium, seu Compendium, Breviatore venerabili Bedâ Presbytero, cum prolegomenis et notis, a cura di Jacob Gretser, Ingolstadii, Apud Elisabetham Angermariam, vid., 1619.

## Edizioni contemporanee
- Sonja Fielitz (Hrsg.): Jakob Gretser, Timon. Comoedia imitata (1584). Erstausgabe von Gretsers Timon-Drama mit Übersetzung und einer Erörterung von dessen Stellung zu Shakespeares Timon of Athens. Fink, München 1994, ISBN 3-7705-2917-0
- Dorothea Weber (Hrsg.): Augustinus conversus. Ein Drama von Jakob Gretser. Einleitung, Text, Übersetzung und Kommentar. Verlag der Österreichischen Akademie der Wissenschaften, Wien 2000, ISBN 3-7001-2878-9 (edizione critica)